# Anisopodus curvilineatus
Anisopodus curvilineatus es una especie de escarabajo longicornio del género Anisopodus, tribu Acanthocinini, subfamilia Lamiinae. Fue descrita científicamente por White en 1855.

## Descripción
Mide 8-8,8 milímetros de longitud.

## Distribución
Se distribuye por Brasil y Paraguay.